# Кондратьев, Вениамин Иванович
Вениамин Иванович Кондра́тьев (род. 1 сентября 1970, Прокопьевск, Кемеровская область) — российский политический деятель. Губернатор Краснодарского края с 22 сентября 2015 года (временно исполняющий обязанности губернатора Краснодарского края с 22 апреля по 22 сентября 2015 года). Из-за поддержки вторжения России на Украину и причастности незаконной депортации украинских детей находится под санкциями всех стран Евросоюза, США, Великобритании и ряда других государств.

## Биография
Родился 1 сентября 1970 в городе Прокопьевске Кемеровской области.

### Образование
В 1993 году окончил филологический факультет Кубанского государственного университета по специальности «филолог, преподаватель русского языка». По данным «Новой газеты Европы», по второй специальности не проработал ни дня.
В 1995 году в том же университете получил вторую специальность — «юрист». По разрешению учёного совета университета в порядке эксперимента учился сразу на двух факультетах с индивидуальным графиком.
В 2006 году в Кубанском государственном аграрном университете защитил диссертацию на соискание учёной степени кандидата юридических наук по теме «Осуществление и защита права государственной собственности субъектов Российской Федерации» (специальность — гражданское право; предпринимательское право; семейное право; международное частное право).

### Трудовая деятельность
С 1991 года — юрисконсульт, заведующий юридическим сектором акционерного общества «Плутос» (Краснодар). С 1994 по 1995 год работал в юридическом отделе управления делами администрации Краснодарского края. С 1995 года — в правовом управлении администрации Краснодарского края.
В 2001—2003 годах — заместитель руководителя аппарата, начальник правового управления администрации Краснодарского края.
С августа 2003 года — заместитель главы администрации (губернатора) Краснодарского края по вопросам имущественных, земельных и правовых отношений.
С 30 июля 2014 года на работе в Главном управлении федерального имущества РФ Управления делами Президента РФ.
С января 2015 года — начальник Главного управления федерального имущества Управления делами Президента РФ.
С 12 марта 2015 года — заместитель управляющего делами президента Российской Федерации.

### Губернатор Краснодарского края

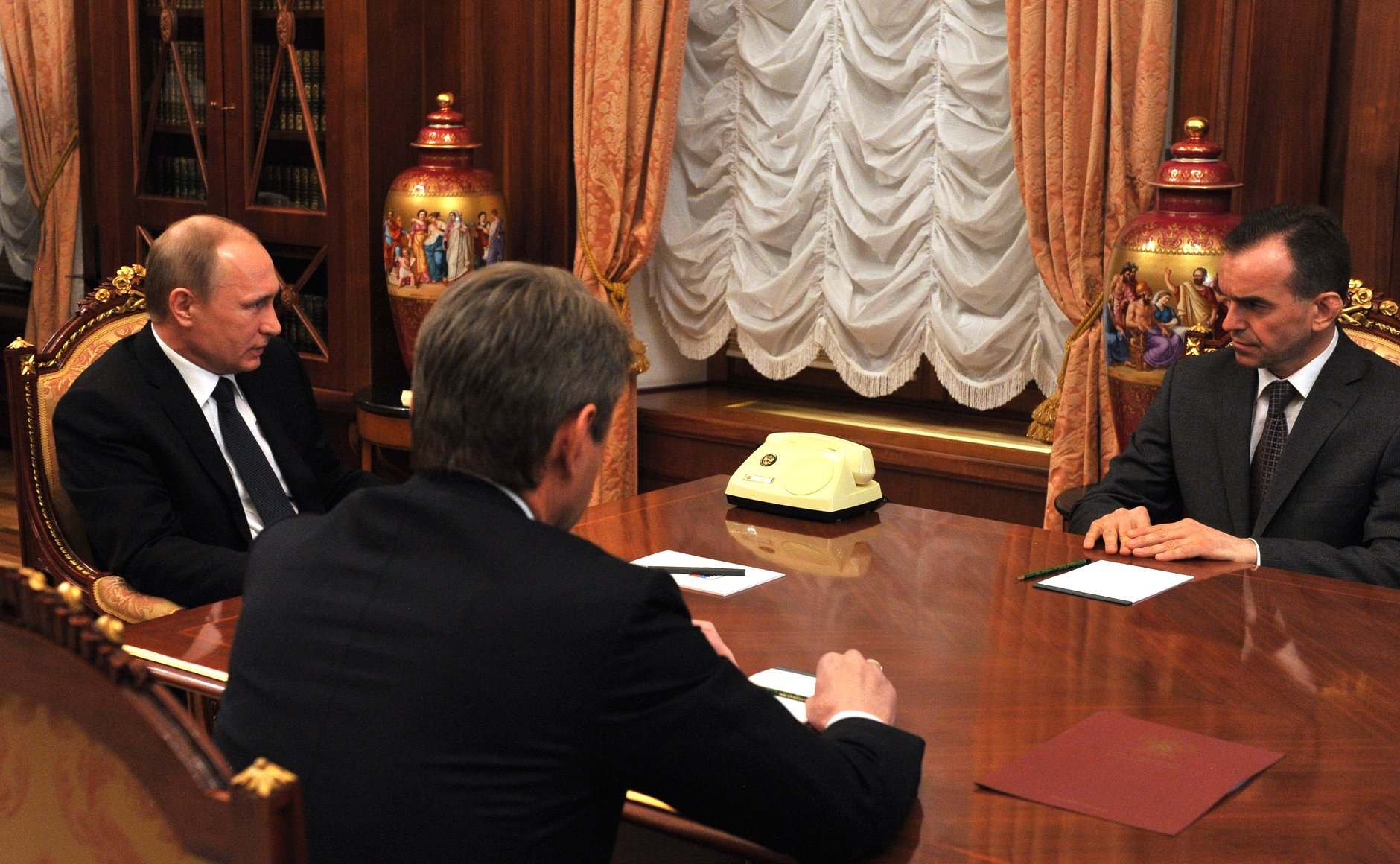
Рабочая встреча с Владимиром Путиным и Александром Ткачёвым, 22 апреля 2015 года

22 апреля 2015 года Указом Президента России назначен временно исполняющим обязанности главы администрации (губернатора) Краснодарского края, сменив Александра Ткачёва, назначенного министром сельского хозяйства.
28 апреля 2015 года Кондратьев, формируя новый состав правительства, отправил в отставку трёх вице-губернаторов: Галину Золину (курировала СМИ и социальные вопросы), Сергея Гаркушу (занимался вопросами сельского хозяйства) и Вадима Лукоянова (вице-губернатор по ТЭК, природным ресурсам, экологии и транспорту), порекомендовал снять с должности вице-мэра Краснодара Наталью Маханько, отвечающую за социальный блок, а также предложил уйти в отставку мэру Горячего Ключа Николаю Шварцману.
В единый день голосования 13 сентября 2015 года Вениамин Кондратьев победил на досрочных выборах губернатора Краснодарского края. Он набрал 83,64 % голосов избирателей, опередив ближайшего соперника от партии КПРФ Николая Осадчего (7,88 % голосов). 22 сентября 2015 года вступил в должность губернатора Краснодарского края.
С 10 ноября 2015 по 6 апреля 2016 и с 28 января по 2 августа 2019 — член президиума Государственного совета Российской Федерации.
В апреле 2020 года газета «Коммерсантъ», подводя итоги 5-летнего управления Вениамина Кондратьева, отмечала, что за пять лет население Краснодарского края увеличилось на 164 тыс. человек (на 3 %). Консолидированный бюджет региона вырос на 54,8 %, расходы — на 31,9 %. Профицит бюджета позволил сократить долг Краснодарского края с 145,3 млрд руб в 2015 году (98,6 % от годового дохода бюджета) до 99,5 млрд руб. в 2019 (41 % от общего объёма бюджета). При новом губернаторе в 2015 году был создан департамент промышленной политики края, в 2018 — региональный Фонд развития промышленности. К 2020 году были открыты 3 индустириальных парка с 24 промпредприятиями. За счёт роста доходов бюджета регион компенсировал сокращение федеральной поддержки АПК, что позволило восстановить работу всех 16 сахарных заводов края и нарастить экспорт продукции сельского хозяйства $1,77 млрд в 2016 году до $2,5 млрд в 2019-м.
4 июля 2020 года Вениамин Кондратьев подал документы в крайизбирком для участия в выборах на пост главы региона, назначенных на единый день голосования 13 сентября. Ранее в начале июня выдвижение Кондратьева поддержала партия «Единая Россия», а в конце мая президент РФ Владимир Путин. 6 августа Кондратьев был зарегистрирован кандидатом в губернаторы в числе ещё пяти претендентов.
В ходе Единого дня голосования в сентябре 2020 года на выборах губернатора Краснодарского края, В. И. Кондратьев набрав 82,97 % голосов при явке 68,63 % от общего числа зарегистрированных избирателей, опередил всех своих оппонентов, одержал победу и продолжил работать в должности руководителя региона.
Вечером 17 октября 2022 года он посетил в Ейске пункты временного размещения для пострадавших от падения Су-34 на жилой дом и дал ряд поручений местным властям.

## В интернет-мемах
В 2020 году на совещании о курортном сезоне с Путиным ответил, что в ситуации «будем где-то интуичить, чувствовать», на что российский президент заявил: «Интуичить не надо! Надо опираться на реальную обстановку».
17 апреля 2020 года на одной из встреч оговорился, назвав Краснодарский край «анальным» при попытке произнести «многоконфессиональный», что стало интернет-мемом. 20 апреля он заявил: «Историю делали или творили люди. И будущее тоже будут делать, создавать, творить… от слова „тварь“». 4 июня он перепутал «обсерваторы» и «консерваторы».
1 апреля 2021 года на совещании по сельскому хозяйству Вениамин Кондратьев заявил, что в крае не хватает высокопродуктивного крупного рогатого скота: «Нам нужны сегодня телочки. Нужны, но взять их негде. Друзья, но не просто телочки нужны. Нам нужно количество переводить в качество. Нам нужны тёлочки, которые будут давать…». Двусмысленная фраза Кондратьева «Нам нужны тёлочки» также вызвала множество мемов.

## Награды
- Орден «За заслуги перед Отечеством» III степени (16 апреля 2025 года) — за большой вклад в социально-экономическое развитие Краснодарского края[35].
- Орден «За заслуги перед Отечеством» IV степени (2021 год)[36]
- Орден Александра Невского (20 марта 2017 года) — за достигнутые трудовые успехи, активную общественную деятельность и многолетнюю добросовестную работу[37][4].
- Орден Дружбы (2022 год)[38]
- Медаль Следственного Комитета РФ «За заслуги» (6 октября 2017 года)[39][40].
- Почётная грамота Совета Министров Республики Беларусь (20 ноября 2023 года) — за большой личный вклад в укрепление сотрудничества между Республикой Беларусь и Краснодарским краем Российской Федерации[41].

## Доходы
Вениамин Кондратьев декларировал годовой доход за 2019 год в размере 2,19 млн рублей, супруга — 778 тыс. рублей. Годом ранее их доходы составили 1 млн 987 тыс. и 626 тыс. рублей соответственно.
Сумма декларированного дохода за 2020 г. составила 4 млн 10 тыс. руб., супруги — 781 тыс. руб.

## Личная жизнь
Жена — Галина Геннадьевна, акушер-гинеколог. Двое детей — сын Александр и дочь Надежда.

## Санкции
30 ноября 2022 года, на фоне вторжения России на Украину, Великобритания внесла Кондратьева в санкционный список за «роль в оказании финансовой поддержки российским марионеточным администрациям в Украине».
24 февраля 2023 года Госдепом США Кондратьев включён в санкционный список лиц причастных к «осуществлению российских операций и агрессии в отношении Украины, а также к незаконному управлению оккупированными украинскими территориями в интересах РФ», в частности за «призыв граждан на войну в Украине».
23 июня 2023 года Кондратьев включён в санкционный список всех стран Евросоюза за поддержку действий которые подрывают и угрожают территориальной целостности, суверенитету и независимости Украины, а также за незаконную депортацию украинских детей в Россию:

В этой должности Вениамин Кондратьев способствует незаконной депортации, похищению и усыновлению украинских детей. Он является одним из высокопоставленных российских (региональных) руководителей, вовлеченных в незаконную депортацию украинских детей в Россию и их последующим незаконным усыновлением в российские семьи. Действия Кондратьева нарушают права украинских детей и нарушают украинский закон,  административный регламент.— «Официальный журнал Европейского союза», Брюссель, 23 июня 2023 года
1 апреля 2023 года внесён в санкционный список Украины как «глава государственного органа, осуществлявший поддержку/поощрение/публичное одобрение политики РФ, направленной на проведение военных действий и геноцид гражданского населения в Украине». По аналогичным основаниям включён в санкционные списки Австралии, Швейцарии и Новой Зеландии.